# Крушево-Бродово
Крушево-Бродово (пол. Kruszewo-Brodowo) — село в Польщі, у гміні Соколи Високомазовецького повіту Підляського воєводства.
Населення — 210 осіб (2011).
У 1975-1998 роках село належало до Ломжинського воєводства.

## Демографія
Демографічна структура станом на 31 березня 2011 року:
|          | Загалом | Допрацездатний вік | Працездатний вік | Постпрацездатний вік |
| -------- | ------- | ------------------ | ---------------- | -------------------- |
| Чоловіки | 110     | 20                 | 76               | 14                   |
| Жінки    | 100     | 25                 | 50               | 25                   |
| Разом    | 210     | 45                 | 126              | 39                   |